# Саха, Мегнад
Мегнад Саха (бенг. ঘনাদ সাহা, хинди मेघनाद साहा, 6 октября 1893 — 16 февраля 1956) — индийский физик и астрофизик.

## Биография
Родился в Шеоратали близ Дакки (ныне Бангладеш), в 1915 окончил Калькуттский университет. В 1916—1921 — преподаватель, в 1921—1923 и 1938—1955 — профессор Калькуттского университета. В 1923—1938 — профессор Аллахабадского университета. Основатель Института ядерной физики в Калькутте (1943), впоследствии названного в его честь, и его почетный директор. Член Лондонского королевского общества (1927).
Основные труды в области термодинамики, статистической физики, астрофизики, теории распространения радиоволн, ядерной физики. Теория ионизации атомов, разработанная им в 1920—1921, стала одной из фундаментальных основ современной астрофизики. Согласно этой теории, степень ионизации и степень возбуждения атомов в звездных атмосферах являются функцией температуры и давления в них (уравнение Саха). Во многих отношениях его работы по ионизации базировались на фундаменте, заложенном Дж. Н. Локьером, который обнаружил различие между искровым и дуговым спектрами элементов. Саха применил свою теорию для истолкования спектральной последовательности. Интенсивность спектральных линий стала теперь количественно вычислимой величиной, определяемой физическим состоянием звездных атмосфер. Вслед за Саха его теорию успешно применили для изучения химического состава атмосфер звезд и физических условий в них А. Фаулер, Э. А. Милн, Г. Н. Рассел, С. X. Пейн-Гапошкина, Д. Г. Мензел и другие исследователи. Ряд его работ посвящён интерпретации спектра солнечной хромосферы, изучению механизмов радиоизлучения Солнца, построению физической теории солнечной короны. Большое внимание уделял разработке проектов новых астрономических учреждений в Индии, созданию национального общеиндийского календаря.
В его честь назван кратер Саха на Луне.